# Matobo Hills
Matobo Hills o Matopos Hills sono un'area composta di colline granitiche e valli alberate posizionata circa 35 chilometri a sud di Bulawayo, nello Zimbabwe meridionale.

## Geografia
Le colline si formarono circa 2 miliardi di anni fa ed ora, grazie all'erosione, hanno assunto una forma simile alla schiena di una balena, coperte da massi e costellate da macchie di vegetazione. Mzilikazi, fondatore della nazione Ndebele, diede alla zona il nome che significa Teste Calve.
Le colline coprono un'area di circa 3100 km², di cui 440 formano il Parco nazionale, il resto è composto per la maggior parte da terreni comunali, e da qualche fattoria. Parte del Parco Nazionale è adibita a Parco di divertimento, abitato anche da rinoceronti bianchi e neri. Questo parco giochi copre circa 100 km² e si affaccia sulla valle del fiume Mpopoma.
Le Matobo Hills sono state inserite nel 2003 tra i Patrimoni dell'umanità dell'UNESCO. L'area esibisce una "profusione di rocce multiformi che nascono dal granito che copre la maggior parte dello Zimbabwe".

## Storia

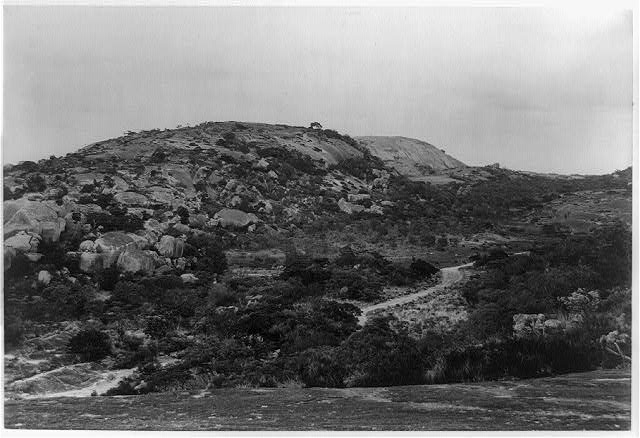
Monte Effefe, circa 1900 m s.l.m.

I San vivevano su queste colline circa 2000 anni fa, ed hanno lasciato una ricca eredità attraverso le centinaia di pitture rupestri. Nelle molte fessure e grotte sono stati ritrovati forni d'argilla ed altri manufatti.
Le colline furono sede delle famose indaba tra i coloni bianchi ed i leader Ndebele nel 1896 (la Seconda guerra Matabele) che si concluse con l'assassinio di Mlimo da parte di Frederick Russell Burnham, omicidio portato a termine in una delle grotte di Matobo. Cecil Rhodes ed altri leader dei primi coloni bianchi, incluso Leander Starr Jameson ed i membri del Shangani Patrol, sono stati sepolti sulla cima del Malindidzimu, la collina degli spiriti. Questo fatto è controverso dal momento che è considerato un luogo sacro da molti gruppi indigeni della zona.
La montagna è anche nota con il nome di Vista del Mondo (World's View), da non confondere con l'omonimo panorama di Nyanga, sempre nello Zimbabwe. Anche al giorno d'oggi vengono ritrovati nelle grotte molti oggetti di ceramica e d'argilla, resti del periodo della ribellione del 1896. Esistono altri ricordi di quel periodo, placche di bronzo sparse ovunque ricordano le postazioni di fortini armati utilizzati in brevi schermaglie.
Le colline vengono ritenute sacre dagli Shona e da molte altre popolazioni dell'Africa meridionale. Sulle colline vengono svolti molti riti ed attività religiose. Secondo la leggenda, fino a 50 anni fa si poteva sentire una voce all'interno delle caverne (Njelele).

## Curiosità
- Il nome del Parco venne usato nel film The Interpreter per creare lo stato fittizio della Repubblica Democratica di Matobo.
- Matobo Hills è il parco nazionale più antico dello Zimbabwe.